# 国家核试验博物馆

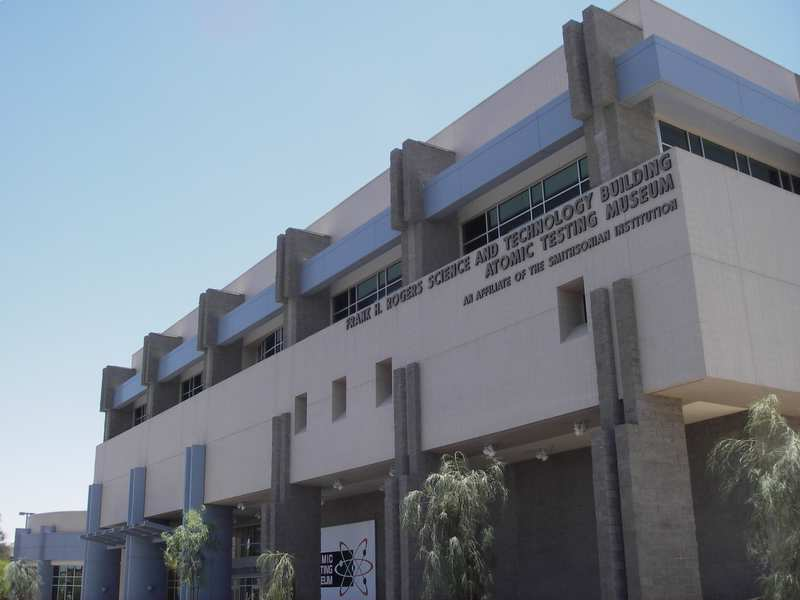
国家核试验博物馆

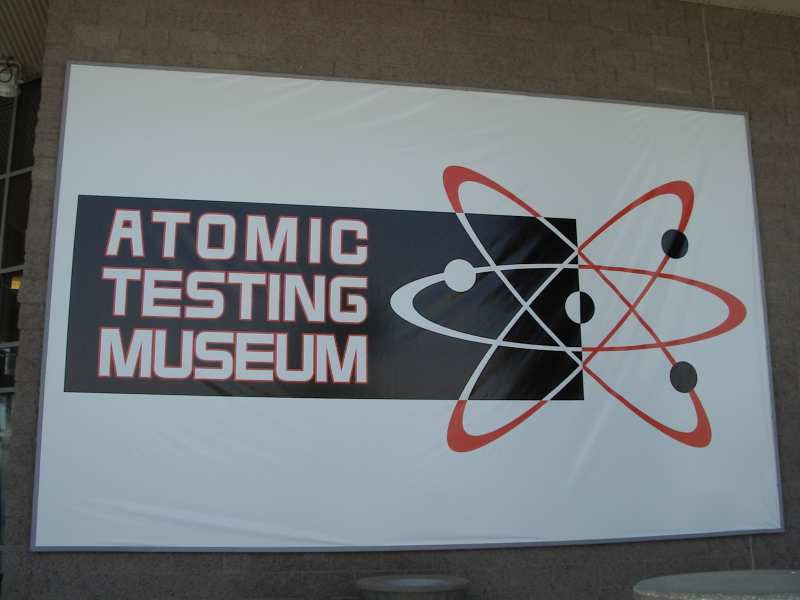
国家核试验博物馆标志

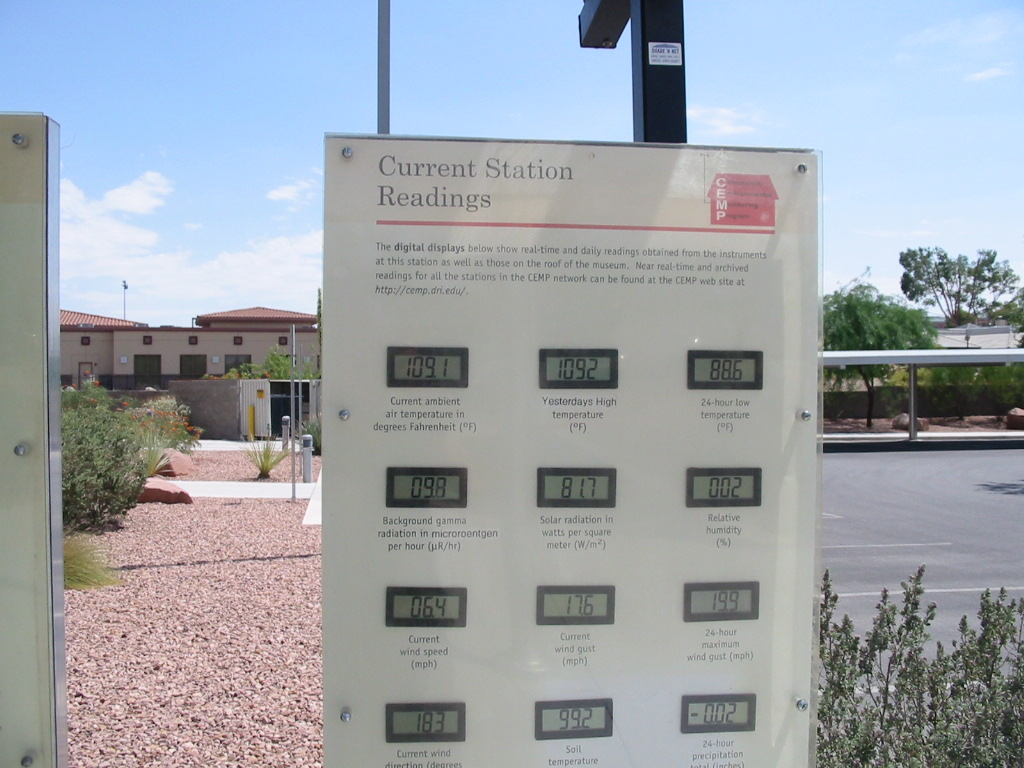
博物馆外的气象站

国家核试验博物馆（英語：National Atomic Testing Museum）是一座设在美国内华达州拉斯维加斯的博物馆，展出在拉斯维加斯以北沙漠中内华达试验场进行的核试验的历史。该博物馆为史密森尼学会下辖管理。
博物馆外另有一座气象台观测拉斯维加斯市区天气，并测量每小时的伽马射线量，这个气象站是社区环境观测网络（CEMP）的一部分。

## 成立
该博物馆于2005年3月开馆，最初命名为“核试验博物馆”（Atomic Testing Museum），由一个501(c)条款非营利组织——内华达试验场历史基金会运营。博物馆位于拉斯维加斯南郊，有许多游客经过。
2011年12月31日，美国总统奥巴马签署一项军费使用法案，包括划定一些由史密森尼学会管理新增的37家国立博物馆，国家核试验博物馆即在此列。

## 展览
这座博物馆展出了1951年1月27日内华达试验场第一次核试验至今的历史，馆内设有一座“爆心剧场”（Ground Zero Theater），模拟大气核试验的场景。其他的展品有盖革计数器、放射线检测设备、附近印第安人的手工作品、与原子时代（Atomic Age）有关的大众文化纪念品、实验测试仪器等。另有关于试验场重要人物、视频的展品以及关于放射线的交互展示。